# The Diary of Jane
«The Diary of Jane» es un sencillo del grupo estadounidense Breaking Benjamin, perteneciente al álbum Phobia. Fue lanzado en junio de 2006 como el sencillo principal de su tercer álbum, Phobia. La canción, una de sus más notables y exitosas, es el sencillo más rápido jamás incluido en la historia de Hollywood Records. Ganó una cantidad masiva de exposición en la radio en los Estados Unidos y alcanzó el número uno bajo tres listas de rock. El sencillo fue certificado doble platino en los Estados Unidos el 24 de noviembre de 2015, y es su sencillo más exitoso en términos de ventas basado en su país de origen.

## Antecedentes
El sencillo avanzó rápidamente en las listas en su primera semana de lanzamiento oficial. Debutó en el Billboard Hot 100 en el #55 antes de alcanzar el # 50 y pasar 15 semanas en el ranking. Fue la canción # 1 más agregada en tres formatos: Rock, Modern Rock y Active Rock. Este suceso impulsó a la canción a ser # 2 en Mainstream Rock Tracks y # 4 en Modern Rock Tracks. "The Diary of Jane", a partir de junio de 2006, se podía escuchar en más de 100 estaciones de radio en Estados Unidos. "The Diary of Jane" fue el sencillo más rápido añadido en la historia de Hollywood Records, superando a artistas como Queen. El éxito de la canción lo llevó a ser incluido en el videojuego NASCAR 07 y como contenido descargable para Rock Band y Rock Band 2.  La canción también fue incluida en la película musical del 2008, Step Up 2: The Streets.

## Versiones alternativas
En total, la canción tiene tres versiones diferentes, la versión original, la versión del álbum y la versión acústica, con el original siendo el único que no aparece en Phobia. La versión original fue lanzada con el sencillo y fue la pista utilizada para el video y la radio. No mantiene casi ninguna diferencia con la versión del álbum, con la excepción de la desaparición final en una nota más baja junto con otras diferencias menores.
La versión del álbum se incluye en Phobia como la segunda canción, que cuenta con el habitual sonido de Breaking Benjamin como percusión pesada, guitarras en afinación baja, y la potencia vocal de Benjamin Burnley, así como el uso de voz gutural durante dos pasajes vocales. Es inicialmente una regrabación del original. La canción en general es notoria por ofrecer un estilo musical más cercano al nu metal, en contraposición al sonido de metal alternativo general en la banda.
La versión acústica está disponible como bonus track en la primera edición de Phobia. Cuenta con voces más suaves de Burnley y armonizada suavemente por Sebastian Davin (de Dropping Daylight), así como un cambio en los instrumentos: de la batería, el bajo y la guitarra al piano (interpretado por Burnley). Instrumentos orquestales de cuerda tales como un violín y un chelo también se utilizan.

## Video
El video de "The Diary of Jane", dirigido por Ryan Smith, hizo su estreno mundial en Yahoo! Music el 21 de junio de 2007, después de ser originalmente programado para su lanzamiento el 16 de junio. El video presenta a una mujer llamada Jane Bryan, interpretada por Sarah Mather de la Temporada 4 de American Idol. Jane se levanta de repente en una bañera, sale y se viste. Sin embargo, su espejo se ha ido, y sólo queda el marco. Jane corre alrededor de su casa, con resultados similares donde se supone que debe haber un espejo. También muestra escenas de la banda tocando en una habitación llena de espejos. Eventualmente tropezará con la misma habitación donde están todos los espejos, y ella no puede ver su reflejo en ninguno de ellos. El video termina con Benjamin Burnley (el líder de la banda) colocando una rosa en un libro encima de su lápida, explicando la historia del video: se quedó dormida y se ahogó en la bañera.
Al final del video en el que Burnley cierra el diario en la lápida de Jane, el apellido se oscureció. Sin embargo, en el segundo episodio del podcast de la banda, el nombre se puede ver claramente como "Bryan" durante una toma visual de la lápida. Un nudo celta de Breaking Benjamin también se puede ver en la lápida en una breve toma antes de que cierre el diario.
Jane Bryan era una cineasta en los años 1930 y 1940. Ella estuvo en muchas películas, incluyendo We Are Not Alone, que también es el título para el segundo álbum de Breaking Benjamin.

## Lista de canción
iTunes single
| N.º | Título              | Escritor(es)                                | Duración |  |
| 1.  | «The Diary of Jane» | Benjamin Burnley, Aaron Fink, Mark Klepaski | 3:21     |  |

## Personal
Breaking Benjamin
- Benjamin Burnley - voz, guitarra rítmica
- Aaron Fink - guitarra principal
- Mark James Klepaski - bajo
- Chad Szeliga - batería

Producción
- Producido por David Bendeth
- Mezclado por Chris Lord-Alge
- Video Musical dirigido por Ryan Smith

## Listas musicales
| Posicionamiento (2006)           | Máxima Posición |
| -------------------------------- | --------------- |
| US Mainstream Rock (Billboard)   | 2               |
| US Alternative Songs (Billboard) | 4               |
| US Billboard Pop 100             | 46              |
| US Billboard Hot 100             | 50              |